# 마이엘렌세팔론

마이엘렌세팔론(myelencephalon) 또는 수뇌(髓腦)는 배아 마름뇌(hindbrain)의 가장 뒤쪽 영역으로, 여기서 숨뇌(medulla oblongata, 연수)가 발달한다.
숨뇌 역시 수뇌라고 부르기도 한다.
마이엘렌세팔론(myelencephalon)이라는 용어는 myel- (골수 또는 척수)과 encephalon (척추동물 뇌)에서 왔다.

## 같이 보기
- 앞뇌 (forebrain, prosencephalon, 전뇌)

- 끝뇌 (telencephalon, 종뇌)
- 사이뇌 (diencephalon, 간뇌)

- 중간뇌 (midbrain, mesencephalon, 중뇌)
- 마름뇌 (hindbrain, rhombencephalon, 후뇌)

- 뒤뇌 (metencephalon)

- 다리뇌 (pons)
- 소뇌 (cerebellum)

- 마이엘렌세팔론 (myelencephalon, medulla oblongata, 숨뇌)

- 대뇌섬유다리 (cerebral crus)